# Catorce horas
Catorce horas o 14 horas (Fourteen Hours o 14 Hours) es una película dramática estadounidense de 1951 dirigida por Henry Hathaway y propuesta como candidata al Óscar por la mejor dirección artística.

## Argumento
Un joven se dispone a saltar desde la cornisa de un hotel. La policía, su familia, la gente, los medios de comunicación se temen lo peor durante una espera de catorce horas interminables y llenas de tensión.

## Reparto
| Actor              | Personaje                              |
| ------------------ | -------------------------------------- |
| Paul Douglas       | Patrullero Charlie Dunnigan            |
| Richard Basehart   | Robert Cosick                          |
| Barbara Bel Geddes | Virginia Foster                        |
| Debra Paget        | Ruth                                   |
| Agnes Moorehead    | Christine Hill Cosick                  |
| Robert Keith       | Paul E. Cosick                         |
| Howard Da Silva    | Jefe Adjunto Moksar                    |
| Jeffrey Hunter     | Danny Klempner                         |
| Martin Gabel       | Dr. Strauss                            |
| Grace Kelly        | Sra. Louise Ann Fuller                 |
| Frank Faylen       | Walter, camarero de servicio de cuarto |
| Jeff Corey         | Sargento de policía Farley             |
| James Millican     | Sargento de policía Boyle              |
| Donald Randolph    | Dr. Benson                             |